# 해방함

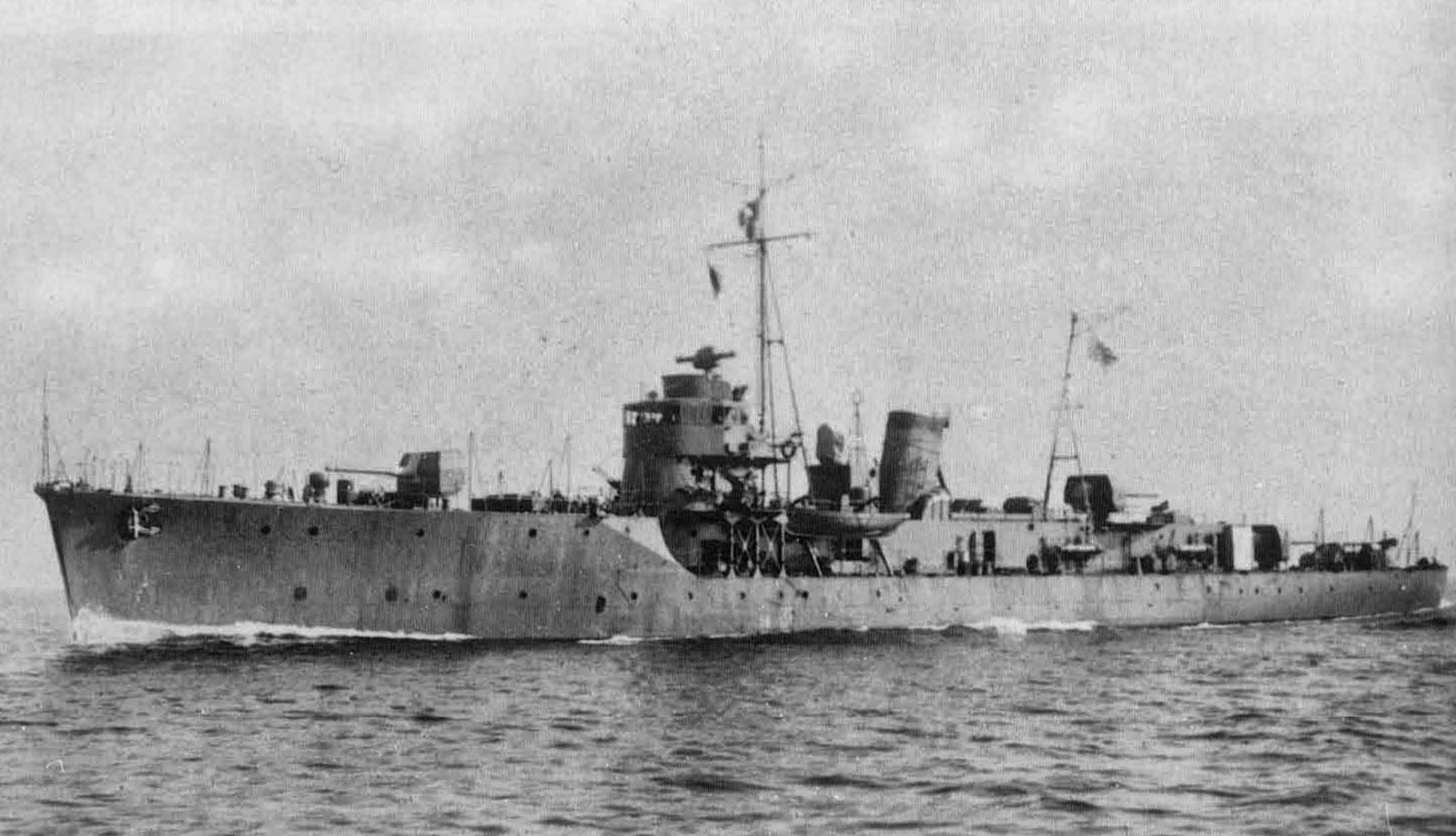
1943년 5월 일본 해방함 에토로후

해방함(일본어: 海防艦 카이보칸[*], 영어: Kaibōkan)은 일본 제국 해군에서 널리 사용된 전투용 함정의 한 종류로 연안, 영해 경비, 호송, 호위, 대잠 초계 등을 주요 임무로 하는 군함을 가리킨다. 미국 해군은 일본이 사용하는 이 함종을 분류하기 위해 ‘Escort Ship’이라는 용어를 사용했다.
함의 크기와 무장 등에 의한 특별한 분류는 없었고, 소형함에서 전함급까지 다양했다. 임무의 특성상 무장, 장갑을 중시하고 속도와 원양 능력을 희생한 함들이 많았다. 북유럽에서는 근해 방어용으로 해방전함의 정비를 했던 적도 있었다.

## 일본의 해방함
일본 해군의 해방함은 제2차 세계 대전 중인 1942년 7월 1일 종류 변경을 기점으로 그 성격이 크게 달라졌다. 그 이전에는 구식화된 전함과 순양함을 해방함로 분류했고, 군함에 적을 둔 채 연근해의 방어에 이용하고 있던 함(이하 ‘옛 정의함’)을 가리켰다. 기준을 변경한 이후에는 “어업 보호와 해상 호위를 목적으로 1937년 이후에 새로 제작된 소형의 호위 함정”을 해방함으로 고쳤다. 일반적으로 ‘해방함’이라면 이 변경 이후의 것을 가리킨다. 현재 해상자위대에서 이 함종 구분은 존재하지 않지만, 전쟁에 투입되는 시점에서 해방함로서의 역할을 겸하도록 설계된 일본 해군의 타치바나형(改丁형) 구축함 ‘나시’(梨)를 해상자위대가 조직으로의 연속성을 나타내는 증거로 다시 취역시키고, 호위함 ‘와카바’로 운용한 바 있다. 현재는 해방함 역할은 해상경찰(외국의 국경경비대에 해당)인 해상보안청이 담당하고 있다. (해상보안청에 관해서는 순시선 항목을 참고)

### 해방함의 분류별 변천
- 1898년 3월 21일 ‘해군 군함 등급 분류 표준’(海軍軍艦及水雷艇類別標準)을 처음 제정하여, 군함에 해방함 3등급을 규정했다.
- 1905년 12월 12일 2등 전함을 폐지하고 기존의 2등 전함 3척을 해방함에 편입
- 1912년 8월 28일 ‘해군 함정 분류 표준’(海軍艦艇類別標準) 개정
  - 3등 해방함을 폐지하고 2등 해방함으로 통합
  - 수뢰모함과 통보함 분류를 폐지하고 해방함에 편입
- 1920년 4월 1일 ‘해군 함정 분류 표준’ 개정
  - 항공모함 분류 신설로 와카미야(若宮), 수뢰모함 분류 부활에 의해 ‘가라사키’(韓崎), 고마하시(駒橋)를 해당 분류로 전출
- 1931년 5월 30일 해방함 등급을 폐지
- 1942년 7월 1일 ‘해방함’ 정의를 검토하고 군함으로 분류에서 제외
  - 새로 건조한 호위함을 새롭게 함정의 일종인 ‘해방함’으로 분류
  - 기존의 해방함은 항해 능력이 있는 것을 1등 순양함, 없는 것을 연습특무함이라고 정하고 해방함 적에서 제외

### 새로운 해방함의 개요
일본 해군이 태평양 전쟁 후기에 많이 건조했던 해방함은 선단 호위 등의 해상 교통로 방위와 연안 경비를 주임무로 하는 소형 전투함이었으며, 다른 나라의 기준으로는 프리깃에 해당했다. 해방함의 영어 표기는 Escort(호위함)이며, 대공, 대잠 무장을 중심으로 한 것이었다. 전후 초기에 배치된 해상자위대 호위함과 해상보안청 순시선의 원형이 되었던 함이다.
당초 해방함은 오호츠크해 주변의 소련과의 어업 분쟁을 해결하기 위해 소형함(900톤급)으로 건조된 시무슈형 해방함(占守型海防艦)이었다. 분쟁 지역에서의 대외 협상을 수행할 것을 고려하여 ‘군함’으로 규정하고, 국화 문장을 뱃전에 장착했다. (후에 격하시킴). 새로운 함종으로 한 것은 북양에 대응한 함이라는 것과 런던 군축 조약에 의한 보조함 제한으로 인해 지금까지 북양 경계에 이용하고 있던 구축함을 정면 전력으로 옮길 것을 고려했기 때문이기도 했다.
그러나 태평양 전쟁 발발 직전 확대된 전역을 항해하는 수송선 호위로 이 함종이 유용하다고 예상되면서, 시무슈형 설계를 약간 단순화하고 대잠 장비를 강화한 ‘에토로후형’(択捉型)의 건조를 시작했다. 또한 전국 악화로 인한 호위함의 부족으로 대량 생산을 위해 설계를 크게 간소화한 ‘히부리형’(日振型) 등을 대량으로 건조한다. 말하자면 당시 일본에서 해방함 건조는 해군 함정 본부, 해상 호위 총사령부 등 군 당국뿐만 아니라 민간의 미쓰비시 중공업, 니혼강관(日本鋼管), 히타치 조선 등 조선 업체를 끌어 들인 국가적 프로젝트였다.
위의 함정이 완성될 시점에는 전황이 현저하게 악화되었고, 수송함의 피해가 확대되고 있었기 때문에 소규모 조선소에서 건조할 수 있도록, 또는 급조할 수 있도록 소형화 (700톤급), 단순화로 철저한 새로운 해방함이 단기간에 설계된 병형(丙型), 정형(丁型) 해방함이 100척 이상의 함정이 건조되었다. 전시 제국 해군이 건조한 함종 중 가장 많은 함종이 되었다. 그러나 해방함이 실전 배치될 무렵, 전국은 악화일로를 걷고 있어 해방함 투입 시기는 이미 늦어 버렸다. 다만, 생산성 향상을 철저하게 추구한 가운데, 블록 공법이나 전기 용접을 본격적으로 채용하여 전후 조선 기술의 흐름을 만들었다고 할 수 있다.
이러한 해방함의 대부분은 전쟁 후기에서 말기까지 남방과 일본 근해에서 통상파괴전을 전개하는 연합국 군대 잠수함, 항공기에 대항하여 수송선을 호위하며 혹독한 전투를 치렀다. 그 결과 종전까지 완성된 해방함 171척 가운데 72척이 유실되는 등 막대한 피해를 입었다. 그러나 이 분투에도 불구하고 압도적인 연합군 전력에 전쟁 말기에는 일본의 해상 운송이 거의 괴멸된다.
또한 레이테 만 전투와 마리아나 해전에서 연합 함대가 사실상 괴멸하면서 남은 전력으로 해방함이 일선으로 밀려 종전까지 작전을 계속했다.
해방함 운용의 중심을 담당한 것은 도쿄와 고베의 고등상선학교 출신의 해군 예비역 장교였다. 일반 상선의 고급 선원이 그대로 충원 소집되어 해방함장, 항해장, 기관장 등의 임무를 맡았다. 새로 만들기는 했지만, 전시의 허술한 구조 속에서 무기마저도 충실했다고 말할 수 없었다. 그럼에도 불구하고, 여전히 전쟁 수행에 필수적인 해상교통로 방위를 위해 결사적인 싸움을 강요당했다. 해방함 자체의 평가는 차치하고서라도, 각 해방함과 상선의 활약은 높이 살 수 있었다. 전후 해상자위대가 함정을 보유하는 기본 개념의 원형이 된 함종이라는 의미에서 해방함이 남긴 가치는 의외로 크다.
전후 살아남은 해방함 대부분은 귀환 업무에 투입된 후 배상함으로서 연합군에 넘겨졌지만, 히부리형과 우크르형 중 시가(志賀) 등 총 5척이 오지카형 순시선(おじか型巡視船)으로 해상보안청에서 다시 취역하여 1955년대 후반까지 활약했다.

## 해방함의 유형 (일본 해군)
- 갑형
  - 시무슈형 해방함 (占守型)
  - 에토로후형 해방함 (択捉型)
  - 미구라형 해방함 (御蔵型)
  - 히부리형 해방함 (日振型)
  - 우크르형 해방함 (鵜来型)
- 병형 : 1호형 해방함
- 정형 : 2호형 해방함

## 해방함 목록
옛 정의에 따른 일본 제국 해군에 적을 두었던 해방함 목록은 다음과 같다.
- 츠쿠바 (筑波)

코르벳, 3등해방함으로 분류. 주로 해군사관학교 연습선으로 항해 실습교재가 된다. 1905년 6월 10일에 퇴역 후 매각.
- 텐류 (天龍)

슬루프, 3등해방함으로 분류. 주로 해군사관학교 연습선으로 항해술 실습교재가 된다. 1906년 10월 20일 퇴역
- 카이몬 (海門)

슬루프, 3등해방함으로 분류. 러일 전쟁에서 제3함대 소속으로 연안경비를 수행. 1904년 7월 5일 뤼순 초계 중 기뢰에 충돌하여 침몰.
- 가츠라기 (葛城)

슬루프, 3등해방함으로 분류. 러일 전쟁에서 제3함대 소속으로 연안 경비를 수행. 1912년 등급 검토로 2등해방함으로 변경. 이듬해 1913년 4월 11일 퇴역.
- 야마토 (大和)

슬루프, 3등해방함으로 분류. 러일 전쟁에서 제3함대 소속으로 연안 경비를 수행. 1912년 등급 검토로 2등해방함으로 변경. 1922년 9월 1일 측량함으로 변경. 1935년까지 해군에 근무하면서 패전 직후의 마쿠라자키 태풍에 조난.
- 무사시 (武蔵)

슬루프, 3등해방함으로 분류. 러일 전쟁에서 제3함대 소속으로 연안 경비를 수행. 1912년 등급 검토로 2등해방함으로 변경. 1922년 9월 1일 측량함으로 변경. 1928년까지 해군에 근무했으며 1935년 해체.
- 가오슝 (高雄)

순양함. 국산 최초의 철제 전함. 3등해방함으로 분류. 러일 전쟁에서 쓰가루 해협, 라페루즈 해협에서의 초계 임무 수행. 1911년 4월 1일 퇴역 매각 해체.
- 사이엔 (済遠)

원래 청나라 함. 3등해방함으로 분류. 러일 전쟁에서 제3함대에 속하는 연안 경비를 수행. 1904년 11월 30일 뤼순 초계 중 기뢰에 충돌하여 침몰
- 곤고 (金剛)

장갑코르벳. 3등해방함으로 분류. 1909년 퇴역.
- 히에이 (比叡)

장갑코르벳. 3등해방함으로 분류. 1911년 퇴역.
- 미시마 (御島)

원래 러시아 해방전함 해군, 세냐윙. 1905년 6월 6일, 2등해방함에 편입. 주로 마이즈루 해병단 연습선으로 사용 후 시베리아 출병 시 쇄빙함으로서 사용. 1922년 4월 1일, 잠수함 모정에 전입해 사세보에서 사용 후 1935년에 퇴역 후 처분. 일본 해군 최대의 특무정이다.
- 오키 (見島)

원래 러시아 해방전함 게네랄 아드미랄 그라프 아뿌라쿠신. 1905년 6월 6일, 2등해방함에 편입. 주로 사세보 해병단 연습선으로 사용. 1922년 4월 1일, 잡선박에 전입하여 불하. 그러나 운송 중 좌초 포기.
- 후소 (扶桑)

원래 2등 전함. 1905년 12월 12일, 2등 전함 분류 폐지에 따라 2등해방함으로 변경. 1908년 4월 1일 퇴역 매각 해체.
- 진원 (鎮遠)

원래 청나라 철갑포탑함 2등 전함. 1905년 12월 12일, 2등 전함 분류 폐지에 따라 1등해방함으로 변경. 1911년 4월 1일 퇴역 매각 해체.
- 이키 (壱岐)

원래 러시아 전함 임펠러 토르 니콜라이 1세, 2등 전함. 1905년 12월 12일, 2등 전함 분류 폐지에 따라 1등해방함으로 변경. 주로 요코스카 해병단 연습선으로 사용. 1915년 5월 1일 퇴역, 전함의 포격 대상으로 격침 처분.
- 마쓰에 (松江)

원래 러시아 동청 철도 화물선 슨가리. 1906년 3월 8일, 3등해방함으로 분류. 주로 남양 방면의 측량 임무에 종사. 1912년 8월 28일, 3등해방함 분류 폐지에 의해 2등해방함으로 변경. 또한 1918년 2월 1일 운송 선박으로 변경. 후의 운송함을 거쳐 1922년 4월 1일, 측량함으로 변경. 1929년 4월 1일 퇴역.
- 후지 (富士)

원래 전함. 1912년 8월 28일 노후를 위한 1등해방함으로 변경. 자오저우 만의 자침 화물선 내지 견인 등 대형 선박의 견인에 종사. 1922년 9월 1일 운송함으로 변경. 연습 특무함으로서 패전까지 등록.
- 이와 (石見)

원래 러시아 전함 아리요루. 1912년 8월 28일, 1등해방함으로 변경. 자오저우 만 공략 작전에 종사. 1922년 9월 1일 퇴역, 잡선으로 사용 후 폐기.
- 스오 (周防)

원래 러시아 전함 포비에다. 1912년 8월 28일, 1등해방함으로 변경. 자오저우 만 공략 작전에 종사. 1922년 9월 1일 퇴역, 잡선으로 사용하는 동안 누수 전복 해체.
- 사가 (相模)

원래 러시아 전함 페레즈 웨이트. 1912년 8월 28일, 1등해방함으로 변경. 자오저우 만 공략 작전에 종사. 1916년 4월 4일 러시아에 반환 후 전몰.
- 탄고 (丹後)

원래 러시아 전함 뽀루타와. 1912년 8월 28일, 1등해방함으로 변경. 자오저우 만 공략 작전에 투입. 1916년 4월 4일 러시아에 반환 후 1922년에 해체.
- 다카치호 (高千穂)

원래 2등함. 1912년 8월 28일 부설함 개장에 따라 2등해방함으로 변경. 자오저우 만 공략 작전 중인 1914년 10월 17일 어뢰정의 기습에 의해 전몰.
- 이쓰쿠시마 (厳島)

원래 2등함. 1912년 8월 28일, 2등해방함으로 변경. 구레 해병단 연습선을 거쳐 잠수 학교 연습선으로 사용. 1919년 4월 1일, 잡선박 이쓰쿠시마 원형이 된다. 훗날 잠수함 모정 (특무정) 다시 잡선박을 거쳐 1925년 4월 14일 폐선.
- 하시다테 (橋立)

원래 2등함. 1912년 8월 28일, 2등해방함으로 변경. 주로 요코스카 해병단 연습선으로 사용. 1922년 4월 1일, 요코스카 해병단 숙소 (잡 배)로 쇼와 초기에 해체.
- 치요다 (千代田)

원래 3등 순양함. 1912년 8월 28일, 2등해방함으로 변경. 주로 연안 경비에 사용. 1921년 4월 30일 수뢰 모함으로 변경. 나중에 잠수함 모정으로 다이쇼 말기까지 사용 후 처분.
- 아키쓰시마 (秋津島)

원래 3등 순양함. 1912년 8월 28일, 2등해방함으로 변경. 주로 연안 경비에 사용. 1921년 4월 30일, 잠수함 모정으로 변경 후 1927년 1월 10일 퇴역.
- 스즈야 (鈴屋)

원래 러시아 순양함 노비크. 원래 통보함. 1912년 8월 28일 통보함 폐지에 따라 2등해방함으로 변경. 주로 여순 주변의 방어에 종사. 이듬해 1913년 4월 1일 퇴역.
- 만슈 (満洲)

원래 러시아 동청 철도 화물선 만주리아. 원래 통보함. 1912년 8월 28일 통보함 폐지에 따라 2등해방함으로 변경. 주로 열강 각국의 주일 무관이나 황실 관계자의 환대 등 영빈함 역할을 했다. 1932년 4월 1일 퇴역.
- 도요하시 (豊橋)

원래 수뢰 모함. 분류 강화를 위해 1912년 8월 28일, 2등해방함에 편입. 주로 잠수 모함으로 지원 임무에 종사. 1914년 4월 1일 퇴역, 불하.
- 가라사키 (韓崎)

원래 수뢰 모함. 분류 강화를 위해 1912년 8월 28일, 2등해방함에 편입. 주로 잠수 모함으로 제4수뢰 전대 (훗날 제1잠수전대) 기함으로 지휘에 종사. 1920년 4월 1일 분류 개정에 의해 수뢰 모함으로 복귀, 1939년에 퇴역.
- 고마와시 (駒橋)

원래 잡선박. 1914년 4월 1일 도요하시의 代船로 2등해방함에 편입 주로 잠수 모함으로 지원 임무에 종사. 1920년 4월 1일 분류 개정에 의해 수뢰 모함으로 변경 1942년에 측량함이 종전 직전에 전몰.
- 와카미야 (若宮)

원래 운송 선박. 1915년 6월 1일, 2등해방함에 편입. 주로 수상기 모함으로 연습시의 정찰, 관측 임무에 종사. 1920년 4월 1일 분류 개정에 의해 신설된 항공모함에 전적 1931년에 퇴역 해체.
- 야쿠모 (八雲)

원래 1등함. 1921년 9월 1일, 1등해방함으로 변경 (1931년 등급 폐지). 주로 연습 함대 참여함으로서 원양 항해에 종사. 해방함의 정의 검토에 따라 1942년 7월 1일에 1등 순양함에 복귀했다. 패전까지 연습선으로 잔존.
- 아즈마 (吾妻)

원래 1등함. 1921년 9월 1일, 1등해방함으로 변경 (1931년 등급 폐지). 주로 해군기관학교 실습선으로 마이즈루항 고정 계류 후 교재 화. 1942년 7월 1일에 연습 특무함으로 변경 후 1944년 2월 15일 퇴역 해체.
- 아사쿠마 (浅間)

원래 1등함. 1921년 9월 1일, 1등해방함으로 변경 (1931년 등급 폐지). 주로 연습함대 참여함으로서 원양 항해에 종사. 1935년 10월 14일에 좌초 사고를 일으켜 항해를 포기, 해군 사관학교 연습선이 1942년 7월 1일에 연습 특무함으로 변경. 패전까지 잔존.
- 도키 (常磐)

원래 1등함. 1921년 9월 1일, 1등해방함으로 변경. 1년 후 1922년 9월 30일에 군함으로 다시 취역. 1945년 8월 9일에 구레 미나토에서 공습 전몰 때까지 일본 근해 갱도에 종사.
- 이즈모 (出雲)

원래 1등함. 1921년 9월 1일, 1등해방함으로 변경 (1931년 등급 폐지). 주로 상반기 연습 함대 참여함으로서 원양 항해에 종사. 후반은 나 방면 함대 기함으로 대륙에 주둔. 해방함의 정의 검토에 따라 1942년 7월 1일에 1등 순양함에 복귀했다. 1945년 7월 24일 구레에서 공습 전몰 때까지 연습선으로 사용.
- 이와테 (磐手)

원래 1등함. 1921년 9월 1일, 1등해방함으로 변경 (1931년 등급 폐지). 주로 연습 함대 참여함으로서 원양 항해에 종사. 해방함의 정의 검토에 따라 1942년 7월 1일에 1등 순양함에 복귀했다. 1945년 7월 26일 구레 조병창에서 공습 전몰 때까지 연습선으로 사용.
- 가스가 (春日)

원래 1등함. 1921년 9월 1일, 1등해방함으로 변경 (1931년 등급 폐지). 주로 요코스카 해병단 연습선으로 사용. 1942년 7월 1일에 연습 특무함으로 변경. 1945년 7월 18일 요코스카에서 공습 전몰.
- 닛신 (日進)

원래 1등함. 1921년 9월 1일, 1등해방함으로 변경 (1931년 등급 폐지). 주로 요코스카 해병단 연습선으로 사용. 노후화 때문에 누수 착저. 1935년 4월 1일 퇴역 후 표적으로 사용 중 전복. 후 해체.
- 치토세 (千歳)

원래 2등함. 1921년 9월 1일, 2등해방함으로 변경. 1928년 4월 1일에 퇴역 처분.
- 스마 (須磨)

원래 2등함. 1921년 9월 1일, 2등해방함으로 변경. 1년 반 후 1923년 4월 1일에 퇴역 해체.
- 아카시 (明石)

원래 2등함. 1921년 9월 1일, 2등해방함으로 변경. 주로 중국 주둔, 거류민 보호에 종사, 1928년 4월 1일에 퇴역 처분.
- 니타카 (新高)

원래 2등함. 1921년 9월 1일, 2등해방함으로 변경. 주로 북방 천안에 종사. 1년 후 1922년 8월 26일, 캄차카 해에서 폭풍우에 조난 좌초.
- 쓰시마 (対馬)

원래 2등함. 1921년 9월 1일, 2등해방함으로 변경. 주로 중국 주둔 임무에 종사. 1939년 4월 1일 퇴역 직전까지 중국 주둔을 간헐적으로 경험했다.

## 참고 문헌
- 木俣 滋郎　『日本海防艦戦史』　図書出版社　1994년　299항